# Train Kept A-Rollin’
«Train Kept A-Rollin’» (с англ. — «Поезд всё шёл») — песня американского джазового и ритм-энд-блюзового музыканта Тини Брэдшоу, впервые записанная им в 1951 году. Первоначально представляющая собой джамп-блюзовую композицию, её текст был позаимствован из другой — более ранней песни, к которой был добавлен шаффловый ритм с более быстрым темпом. Песня быстро стала популярна среди других музыкантов тех лет, которые начали записывать её кавер-версии и исполнять их на концертах. В 1956 году Джонни Бёрнетт и его группа The Rock and Roll Trio также внесли важный вклад в историю композиции — переработав «Train Kept A-Rollin’» в песню базирующуюся на гитарном риффе, продемонстрировав одно из первых целенаправленных использований эффекта дисторшна в рок-музыке.
В 1965 году британская группа The Yardbirds популяризировала «Train Kept A-Rollin’» как одну из первых композиций в стиле психоделического блюз-рока, во многом благодаря запоминающейся гитарной аранжировке Джеффа Бека с эффектом фузза. Впоследствии этот вариант стал наиболее копируемым среди других рок-музыкантов. После того как к группе присоединился гитарист Джимми Пейдж, The Yardbirds записали обновлённую версию песни под названием «Stroll On» (с обновлённым текстом) для кинофильма Микеланджело Антониони «Фотоувеличение» 1966 года. Этот вариант, отличавшийся быстрой ритм-секцией и звучащими в унисон двумя солирующими гитарами Бека и Пейджа, рассматривается музыковедами как предтеча хеви-метала.
После распада The Yardbirds в 1968 году, «Train Kept A-Rollin’» использовалась в качестве открывающей концертной песни новой группы Пейджа — Led Zeppelin. Эта песня также стала важной частью раннего концертного репертуара Aerosmith, в 1974 году они записали её для своего второго альбома Get Your Wings. Версия этой группы состояла из двух частей — первая имела более медленную, грувовую аранжировку, в то время как вторая базировалась на энергичном варианте The Yardbirds. Aerosmith популяризировали композицию в качестве хард-рок-стандарта и одного из столпов радиостанций ориентированных на классический рок; и поныне она остаётся одной из их самых популярных мелодий этого формата.

## Оригинальная песня
Тини Брэдшоу и его аккомпанирующая группа впервые записали «Train Kept A-Rollin’» в 1951 году. Они исполняли песню как средне-темповый джамп-блюз, в которой использовались басовая партия в стиле буги-вуги и шаффловый ритм. Вступительная часть включала в себя скэтовое пение Брэдшоу, на которое отвечал хор, — в стиле «отклик-ответ». Куплет исполнялся в оживлённой вокальной манере, после чего начинался инструментальный проигрыш с хриплым, гудящим соло тенорового саксофона Рэда Прайсока, подкреплённым мощным бэкбитом барабанщика Филиппа Пола. Текст песни включал отсылки на раннюю субкультуру джазовых хипстеров:

| I caught the train I met a real dame, she was a hipster and a gone dame She was pretty from New York City, and she trucked on down the ol' fair lane With a heave and a ho, and I just couldn’t let her go … The train kept a rollin’ all night long, and I still wouldn’t let her go | Я сел в поезд и встретил даму своей мечты, она была хипстершей и совсем пропащей Она была красоткой из Нью-Йорка и ехала по знакомой дороге Мы ехали под шум колёс, и я не хотел с ней расставаться … Поезд шёл всю ночь напролет, а я по-прежнему её не отпускал |  |

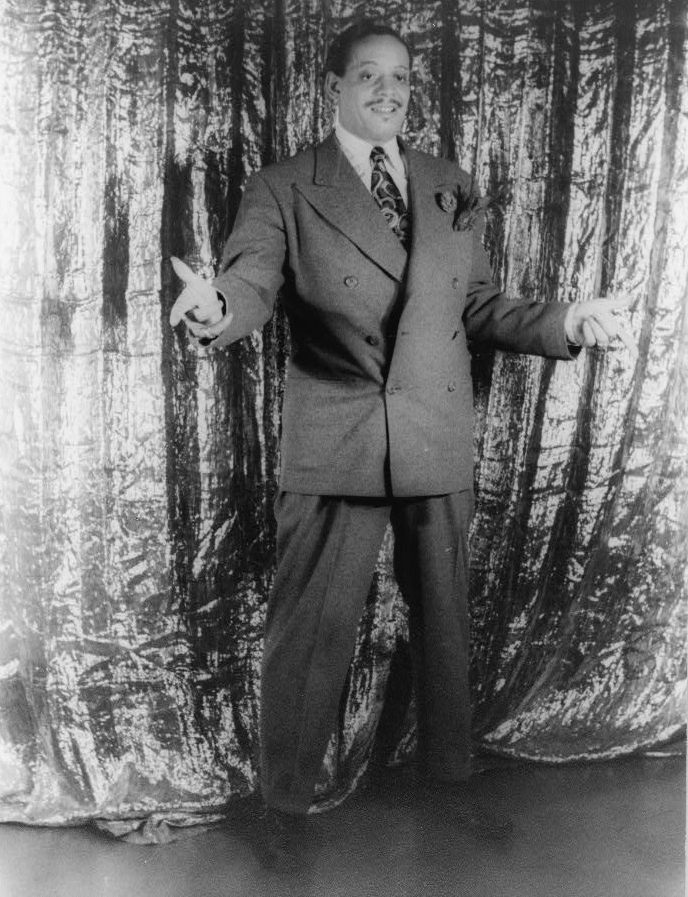
Тини Брэдшоу в 1942 году

Текст «Train Kept A-Rollin’» основывался на песне 1942 года «Cow-Cow Boogie» о поющем ковбое. Брэдшоу переписал некоторые строчки, такие как «a ditty he learned in the city» и «get along, get hip little doggies, and he trucked 'em on down the old fairway», чтобы его вариант соответствовал новому сюжету. Хотя на сингле лейбла King Records в качестве авторов были указаны «Брэдшоу-Манн», последующие переиздания и кавер-версии композиции приписывают авторство Тини Брэдшоу, Лоису Манну (псевдоним владельца King Records Сида Нейтана) и Говарду Кею. Впоследствии BMI, организация по защите прав исполнителей, указала в качестве авторов/композиторов «Train Kept A-Rollin’» «Майрона С. Брэдшоу, Сидни Натана и Говарда Кея». По словам музыкального историка Ларри Бирнбаума, «имя Манна было добавлено для того, чтобы позволить Сиду Натану получать часть издательских гонораров, как это обычно делали владельцы звукозаписывающих лейблов в те дни; что касается Кея, то его личность остаётся загадкой».
Запись песни состоялась 6 октября 1951 года в городе Цинциннати, штат Огайо. Кроме Брэдшоу, Прайсока и Пола, в ней участвовали Лесли Эйерс и Лестер Басс (трубы), Эндрю Пенн (тромбон), Тед «Снуки» Холберт (альтовый и баритоновый саксофоны), Руфус Гор (теноровый саксофон), Джимми Робинсон (фортепиано) и Кларенс Мак (бас-гитара). King Records выпустили песню на десятидюймовых (78-оборотных) и семидюймовых (45-оборотных) грампластинках в конце того же года. Журнал Billboard прокомментировал релиз используя блюзовый жаргон: «Певец исполняет отличный вокал в этой рок-новинке, при поддержке солидного хора и под аккомпанемент оркестра. Мелодия развивается на протяжении всей песни. Она может стать частью больших перемен». Композиция не попала в ведущий ритм-энд-блюзовый хит-парад страны, хотя следующие пять песен музыканта отметились в его Top-10. Тем не менее, «Train Kept A-Rollin’» остаётся самой известной композицией Брэдшоу и продолжает пользоваться популярностью у любителей шэга (разновидность свинга) на восточном побережье США.

## Версия Джонни Бёрнетта
В 1956 году Джонни Бёрнетт и его группа The Rock and Roll Trio переработали песню Брэдшоу в стиле рокабилли/раннего рок-н-ролла. Аранжировка Бёрнетта включает отдельную гитарную партию, которая считается многими историками первым записанным примером целенаправленного использования в рок-музыки гитары с эффектом дисторшна, хотя блюзовые гитаристы, такие как Вилли Джонсон и Пэт Хэйр, записали материал с тем же эффектом несколькими годами ранее.

По словам гитариста Trio Пола Бёрлисона, он обратил внимание на этот звук после того, как случайно уронил свой усилитель и в нём выскочил контакт электронной лампы, после чего всякий раз, когда он хотел добиться того самого звучания, то просто залезал сзади и ослаблял её [контакт]. Музыкант использовал получившийся эффект с главной особенностью мелодии этой аранжировки — трёхнотной минорной гитарной фразой, повторяющейся на протяжении всей песни. Впоследствии Бёрлисон рассказал, как он придумал этот фирменный гитарный рифф: 
[Я находился] в раздевалке [и бренчал через усилитель] с незакрепленной лампой. Джонни [Бёрнетт] исполнял что-то с аккордом Ми, а я в тональности Соль, при этом убирая пальцы и играя на высоких ладах (используя большой и средний или указательный пальцы). [В тот момент] он не пел „Train Kept A-Rollin’“, это была другая песня, а я начал наигрывать „doom diddle doom daddle doom daddle“… [Позже] я рассказал об этом Оуэну Брэдли в студии лейбла The Barn, где мы монтировали материал, и он сказал: „Дай-ка мне послушать“. После чего я начал наигрывать [рифф], и он сказал: „Хорошо, давай это запишем“.
На следующий день после записи «Train Kept A-Rollin’» Trio записало кавер-версию песни «Honey Hush» Биг Джо Тёрнера, которая также отличалась более акцентированным звучанием гитарного риффа. Coral Records выпустили обе песни на сингле в сентябре 1956 года.
Впоследствии писатели Винс Гордон и Питер Дейкемайт утверждали, что звучащий в «Train Kept A-Rollin’» эффект дисторшна, в начале 1950-х обычно достигался с помощью сильно перегруженного гитарного усилителя. Они отмечают, что в мелодии песни более высокие частоты звучат относительно чисто, в то время как первая струна (с низкой Ми) имеет наибольшее искажение; при неисправности силовой трубки все струны были бы искажены в более или менее равной степени. Также писатели добавляют, что эта разница в звучании может быть достигнута за счёт изменения полюсного наконечника для первой струны, поднятого выше остальных, что позволяет ей перегружать усилитель больше, чем высокие струны. Помимо этого, Гордон и Дейкмайт утверждали, что автором гитарной партии этой песни являлся нэшвилльский сессионный гитарист Грейди Мартин; они основывают свои предположения на стилистических и технических особенностях, поскольку в то время Мартин был более опытным исполнителем, чем Берлисон, и эти особенности впоследствии проявлялись в его работе над другими своим материалом.

## Версия группы The Yardbirds
Британская рок-группа The Yardbirds записала кавер-версию песни «Train Kept A-Rollin’» в 1965 году во время своего первого американского турне. Хотя она была основана на адаптации Джонни Бёрнетта, биограф Джеффа Бека Аннет Карсон охарактеризовала их вариант, как «реактивную, мощную версию, однако радикально отклонившуюся от оригинала … [их] запись вытащила старый номер The Rock and Roll Trio из забвения и превратила его в классику среди классики». По словам ведущего гитариста The Yardbirds Джеффа Бека, являвшегося поклонником раннего рокабилли, это он продемонстрировал песню группе: «Они услышали, как я играю рифф, и он им понравился, [после чего] они сочинили свою версию». Продюсер группы Джорджио Гомельский утверждал, что использование Сонни Боем Уильямсоном II блюзовой гармоники для имитации звуков поезда во время его британского турне с The Yardbirds 1963 года также стало источником вдохновения для последующего адаптации группой этой песни.
Песня начинается «гитарной атакой» Бека с эффектом дисторшна, которая имитирует свисток поезда, после чего вступает остальная часть группы — ритм-гитарист Крис Дрэя, басист Пол Самвелл-Смит и ударник Джим Маккарти, а Бек начинает играть классический рифф The Rock and Roll Trio. После двенадцати тактов звучат две наложенные друг на друга вокальные партии Кита Релфа с немного различающимся текстом. По окончании вокальной секции ритм меняется на шаффл, а 12-нотная гармоника и гитарный бридж предвещают первое соло Бека. После возвращения песни к первоначальному ритму и второй двухдорожечной вокальной секции, звучит короткий отрезок в стиле «рэйв-ап» (англ. «rave up»), который предшествует второму гитарному соло. Под термином «rave up» подразумевается инструментальная в средней части часть песни, когда ритм переходит так называемый дабл-тайм, а инструментальная импровизация постепенно достигает кульминации. По словам писателя Ларри Бирнбаума, эта песня стала частью фирменного звучания The Yardbirds и «представляет собой один из самых ранних [примеров] психоделического блюз-рока, предшествовавших [творчеству] Джими Хендриксу и Cream». Второе гитарное соло Бека, звучащее во время двух 12-тактных секций, демонстрирует одно из ранних использований в рок-музыке педали фуззового эффекта. Бирнбаум описал звучание Бека как «зажигательное» и «демонстрирующее весьма сложные соло». Впоследствии вариант The Yardbirds стал новым рок-стандартом, которому следовали последующие музыканты.
Песня была записана вместе с продюсером Сэмом Филлипсом в его личной студии звукозаписи Phillips Recording, расположенной в Мемфисе, 12 сентября 1965 года, после чего её записали снова вместе с Роем Хейли в нью-йоркской студии CBS Studio Building — 21 и 22 сентября 1965 года. «Train Kept A-Rollin’» была включена в студийную часть второго американского альбома The Yardbirds Having a Rave Up, который был выпущен 15 ноября 1965 года. Эта песня, наряду с другой американской студийной записью, «I’m a Man», была выпущена в Великобритании только в середине 1970-х годов, вскоре после того, как группа распалась. Впоследствии «Train Kept A-Rollin’» являлась одним из центральных элементов концертного репертуара The Yardbirds, в связи с чем, записанным вместе с Беком «живые» версии фигурируют в нескольких концертных альбомах коллектива, таких как BBC Sessions (1991) и Glimpses 1963—1968 (2011).
В июне 1966 года басист Сэмвелл-Смит покинул The Yardbirds переквалифицировавшись в музыкального продюсера. На смену ему был приглашён Джимми Пейдж, хорошо известный в музыкальных кругах в качестве сессионного гитариста. Вскоре после прихода в группу Пейдж взял на себя роль второго гитариста, а Дрея перешёл на бас-гитару. Дуэт Бека и Пейджа в The Yardbirds считается одним из первых примеров команды с двумя соло-гитаристами в мейнстримовом роке. 23 сентября 1966 года кинорежиссёр Микеланджело Антониони увидел выступление группы на сцене Королевского Альберт-Холла и, находясь под впечатлением от их версии песни, попросил, чтобы они записали «Train Kept A-Rollin’» для его предстоящего фильма «Фотоувеличение». Запись композиции началась менее чем через две недели на лондонской студии Sound Techniques и заняла три дня — с 3 по 5 октября. Не сумев получить права от издателя на исполнение песни в фильме, вокалист Кит Релф написал новый текст, переименовав её в «Stroll On» и указав в качестве авторов всех участников группы. В свою очередь, музыканты The Yardbirds подготовили для «Stroll On» обновленную аранжировку. Биограф Led Zeppelin Кит Шэдвик описывает новую версию как «брутальную, грозную и балансирующую на грани тотального насилия», став предтечей хеви-метала. Песня начинается по-другому: с партии ударных Джима Маккарти и гармонизированным гитарным фидбэком, после чего звучит имитируемый Беком свисток поезда. В отличие от первоначальной версии, вокал Релфа не дублируется, и вокалист не играет на губной гармонике, а ритм придерживается риффа на протяжении всей песни. Проделанная гитаристами работа, демонстрирующая исполнение сольных отрезков как Беком, так и Пейджем, позднее была названа «революционной», начиная с «плотного фидбэкового» вступления, использования «резких диссонирующих аккордов» и заканчивая «переплетающимся гитарным дуэтом». В течение 12-14 октября The Yardbirds снялись для «Фотоувеличения», исполнив песню под фонограмму: работа над сценой проходила на киностудии Elstree, оформленной в стиле популярного лондонского ночного клуба Ricky-Tick. В конце песни по просьбе Антониони Бек разбивал гитару подражая манере Пита Таунсенда из группы The Who. Песня, звучащая в фильме, была смонтирована таким образом, чтобы увеличить её длину для сюжетной линии. Впоследствии «Stroll On» была включена в саундтрек «Фотоувеличения» (1967) и появилась на сборниках The Yardbirds — Train Kept A-Rollin’/The Yardbirds Story (1993) и Ultimate! (2001).
После ухода Джеффа Бека в конце 1966 года The Yardbirds продолжали регулярно исполнять «Train Kept A-Rollin’». Группа использовала оригинальный текст, но с аранжировкой «Stroll On», в которой Джимми Пейдж играл все гитарные партии в одиночку. Впоследствии живые записи с Пейджем были изданы в концертных альбомах Live Yardbirds: Featuring Jimmy Page (1971), Last Rave-Up in L. A. (1979), Glimpses 1963—1968 (2011) и Yardbirds ’68 (2017).

## В репертуаре Led Zeppelin
Вскоре после того как Кит Релф и Джим Маккарти в середине 1968 года покинули The Yardbirds, Джимми Пейдж начал искать музыкантов для своей новой группы. Когда будущие участники Led Zeppelin впервые репетировали вместе в 1968 году, первой песней, которую они сыграли, была «Train Kept A-Rollin’». В книге «Когда титаны ступали по земле» биограф Мик Уолл цитирует Пейджа: 
Мы сыграли „Train…’“ и не помню, какие ещё номера, потому что играли с чертовским усердием. В итоге, знаете, это было вроде „Чёрт!“. Думаю, мы все просто дурачились. Был ли это Zeppelin или просто четыре собравшихся вместе человека? Но думаю, та коллективная энергия и создала пятый элемент. И это было оно. Тотчас же. Это было так могущественно, что я не знаю, что мы играли после. Для меня это было как „Боже мой!“. Я имею в виду, у меня случались моменты восторга с группами до этого, но никогда прежде не бывало настолько сильных. Это был как удар грома, как вспышка молнии — бум! Все, казалось, выдохнули: „Вау!“…
Песня была включена в сет-листы первых концертов группы, тогда ещё называвшейся «The New Yardbirds», и впоследствии исполнялась в качестве открывающей композиции в гастрольных турах Led Zeppelin 1968 и 1969 годов, а также была включена в несколько бутлег-альбомов. Один из первых виджеев телеканала MTV Джей Джей Джексон, который не причислял музыку Led Zeppelin к хеви-металлу, описал бутлегерскую запись сделанную во время первого американского турне группы словами: «Если представить, что это была бы их единственная песня услышанная вами в жизни, едва ли можно представить что-то более „хеви-металлическое“ по звучанию, чем это, не правда ли?». В 1980 году во время своего последнего турне Over Europe группа вернула песню в концертный репертуар. Хотя Led Zeppelin так и не записали её студийную версию, в 1988 году Пейдж записал свой собственный вариант во время сессий для своего сольного альбома Outrider, схожий по звучанию с версией Led Zeppelin 1980 года.

## Версия Aerosmith
В 1974 году благодаря успешной кавер-версии Aerosmith «Train Kept A-Rollin’» стала частью хард-рокового мейнстрима. Стивен Тайлер, Джо Перри и Хэмилтон исполнили её ещё до того, как объединились в единую группу. Перри вспоминал, что «„Train Kept A-Rollin’“ была единственной песней, которая объединяла нас, когда мы впервые встретились и начали обсуждать свои музыкальные вкусы. [Тогдашняя] группа Стивена исполняла песню на своих концертах, а мы с Томом играли её в нашем ансамбле … Это блюзовая песня, если проследить её корни до самых истоков … Я всегда считал, что если бы мне было необходимо просто сыграть любую песню, это была бы она из-за её воздействия на меня». Группа Перри начала регулярно исполнять эту песню после того, как гитарист проникся исполнением версии «Stroll On» в фильме «Фотоувеличение»; Тайлер вспомнил, что его группа открыла для себя The Yardbirds в 1966 году: 
Прошлым летом я видел, как The Yardbirds играли где-то вместе с Джеффом Беком и Джимми Пейджем… В Вестпорте [на их выступлении 22 октября 1966 года] мы узнали, что Джефф покинул группу, а Джимми начал играть на соло-гитаре в одиночку. Я наблюдала за ним у края сцены, и все, что я могу сказать, это то что он убил меня наповал. Они играли „Train Kept A-Rollin’“, и она звучала очень тяжело, по-металлически. Они были просто чертовски невероятной группой.

Эта песня входила в регулярный репертуар ранних концертов Aerosmith, зачастую в виде открывающего номера, прозвучав, в том числе, на перовом концерте группы — в 1970 году. Музыканты хотели записать концертную версию песни, однако продюсер Джек Дуглас убедил их сделать её студийный вариант, который, на самом деле, состоял из двух разных частей. Первая часть была более медленной, «грувовой», в то время как вторая представляла собой «энергичный рок». Чтобы придать второй части более «живое» звучание, Дуглас наложил шум толпы из «Концерта для Бангладеш» — благотворительного мероприятия 1971 года, организованного Джорджем Харрисоном. Для записи гитарных партий были приглашены Стив Хантер и Дик Вагнер, ранее сотрудничавшие с Лу Ридом и Элисом Купером. По словам Хантера, «Мы [Вагнер и я] хотели, чтобы соло получились равномерными, поэтому мы сели … и прошлись по всему материалу так, чтобы они были [и у меня и у него] … Нам не хотелось, чтобы песня звучала будто в ней есть ритм-гитарист и сольник, потому что мы оба вложились в неё одинаково». Позднее Хантер вспоминал: 
Aerosmith находились в помещении «C» студии Record Plant, а я работал с Бобом Эзрином в помещении «A». У меня возникла долгая пауза между дублями и я ждал в холле. Джек Дуглас высунул голову из «Studio C» и спросил: „Эй, ты не хочешь сыграть?“. Я сказал — „Конечно!“, схватил свою гитару и вошел … Я два раза исполнил песню, а затем Джек сказал: «Отлично, вот и все!». В итоге, эта запись стала первым соло на „Train Kept A Rollin’“.
В 1974 году «Train Kept A-Rollin’» была включена во второй альбом Aerosmith Get Your Wings. Отредактированная версия композиции (с хронометражем 3:15) без добавленных шумов аудитории была выпущена в виде сингла, однако не попала в какие-либо чарты. Эта песня по-прежнему является одним из фирменных номеров концертной программы Aerosmith, а её альбомная версия стала крайне ротируемым произведением на радиостанциях, ориентированных на форматы «альбомного», а также классического рока. По прошествии времени «Train Kept A-Rollin’» стала настолько сильно отождествляться с Aerosmith, что когда Джефф Бек (чьи записи 1965 и 1966 годов с The Yardbirds вдохновили Тайлера и Перри) периодически исполнял её на концертах, он часто слышал комментарии вроде: «Эй, мне нравится ваша интерпретация песни Aerosmith».
| Оценки критиков | Оценки критиков |
| Источник        | Оценка          |
| --------------- | --------------- |
| AllMusic        | без оценки      |
| Cashbox         | без оценки      |
| Record World    | без оценки      |

Песня фигурирует в трёх концертных сборниках группы: Live! Bootleg (1978), Classics Live (1986) и Rockin’ the Joint (2005); на последнем из них можно услышать, как Перри и Брэд Уитфорд добавляют в конце этой песни мелодию национального гимн США. Кроме того она была включена в несколько значимых компиляций американского квинтета, таких как Gems, Pandora’s Box и Pandora’s Toys. Группа исполняет на концертах две разные версии песни, обычную, а также замедленную, часто именуемую в сет-листах, как «Slow Train». По крайней мере два раза Тайлер и Перри исполняли «Train Kept A-Rollin’» вместе с другими исполнителями: в 1992 году с группой Guns N’ Roses и в 1995 году с дуэтом музыкантов Пейджа и Планта. В 2002 году весь состав Aerosmith исполнил эту песню вживую с японским хард-рок дуэтом B’z. Помимо этого, композиция была включена в музыкальную видеоигру Rock Band, а также в Guitar Hero: Aerosmith (посвященную творчеству группы) в качестве финального выхода «на бис». В 2012 году Aerosmith исполнила песню вместе с Джонни Деппом, которая вошла в качестве дополнительного трека на DVD к альбому Music from Another Dimension!.

## Влияние
Версия «Train Kept A-Rollin’» Джонни Бёрнетта и группы The Rock and Roll Trio была включена в экспозицию «500 песен, которые сформировали рок-н-ролл» музея Зала славы рок-н-ролла. Ларри Бирнбаум отмечает устойчивую популярность песни среди представителей рок-сцены; по его словам, в разное время её исполняли: Джефф Бек, Dread Zeppelin, Tav Falco’s Panther Burns, Foghat, Guana Batz, Haymarket Square, Colin James and The Little Big Band, Riot, Métal Urbain, Hanoi Rocks, Motörhead, Nazz, Shakin’ Stevens and the Sunsets, Skid Row, Скриминг Лорд Сатч, Sugarloaf, The Tragically Hip, Twisted Sister, и The Up. Писатель суммирует различные версии песни, подытоживая: 
По мере того как она эволюционировала от рэгтайма через джаз, буги-вуги, биг-бендовый свинг и небольшие ритм-энд-блюзовые ансамбли (англ. small combo rhythm-and-blues), рокабилли, блюз-рок, эйсид-рок, хеви-метал, панк, трэш, психобилли и многое другое, песня „Train Kept A-Rollin’“ становилась все более дикой и диссонирующей, как будто каждый исполнитель пытался превзойти неистовость предыдущего. Во всех этих трансформациях сохраняется сущность оригинала Тини Брэдшоу — подобие мелодии, небольшая часть текста и бессмертный рефрен „The train kept a rollin’ all night long“, убедительная сексуальная метафора силы и выносливости.

## Комментарии
1. ↑  В списках BMI Говард Кей также фигурирует как соавтор Нейтана/Манна и Генри Гловера[англ.] ещё на четырёх других песнях.
2. ↑  Оригинальная цитата: «The singer comes thru [sic] with a great vocal on a rockin' novelty, with some solid chorus and ork [orchestra a.k.a. swing band] backing. Tune builds all the way. Platter could catch a lot of change».
3. ↑  Аналогичные заявления о «поврежденном усилителе» были сделаны, в том числе гитаристом Вилли Кизартом[англ.], чей искаженный гитарный звук во время записи хита «Rocket 88» 1951 года (за авторством Джеки Бренстона/Айка Тёрнера) также приводился в качестве раннего примера преднамеренного использования дисторшна[18].
4. ↑  Более ранняя кавер-версия (1965 года) от группы Screaming Lord Sutch and the Savages[англ.] «имеет мало общего с версией The Yardbirds», так как в ней отсутствует фирменный гитарный рифф The Rock and Roll Trio[15].
5. ↑  В середине мелодий других хитов The Yardbirds — «For Your Love», «I’m a Man» и «Shapes of Things»[англ.] также звучат отрезки в стиле «рэйв-ап».
6. ↑  В отличие от других источников, Гомельский заявил, что песня была полностью записана на студии CBS в Нью-Йорке[25].
7. ↑  По словам Ралфа, вторым гитаристом на «Stroll On» был Дрея, хотя сам музыкант не подтверждал этого. Существует более ранняя съёмка, когда The Yardbirds исполняет эту песню с Пейджем всё ещё играющем на басу, а Дреей — на ритм гитаре[30].
8. ↑  Также Бирнбаум пишет ,что «двойная гитарная партия во многом обязана Чаку Берри», хотя его записи в начале 1960-х годов с Мэттом Мёрфи используют традиционное разделение между ритм-гитарой и соло-гитарой, а не двойное солирование.
9. ↑  По одной из версий, первоначально Антониони хотел, чтобы именно The Who поучаствовали в фильме сделав перформанс со своим знаменитым разбиванием инструментов, однако не смог связаться с ними[19].
10. ↑  В обзоре фестиваля в Монтерее, от 8 июля 1967 года, для журнала Billboard Филип Элвуд отметил, что выступление The Who «закончилось их фирменным битьем гитар, очень похожим на перформанс The Yardbirds в „Фотоувеличении“»[31].
11. ↑  В 1968 году квинтет Скотти Маккея записал хард-роковую версию песни, основанную на «Stroll On» The Yardbirds. Маккей утверждает, что одно из гитарных соло было записано Джимми Пейджем, в то время как другие — постоянным гитаристом квинтета Бобби Рэмбо, а также Блэром Смитом и ансамблем The Exotics[33].